# جيمس إي. بروم
جيمس إي. بروم هو قاضي وسياسي أمريكي، ولد في 15 ديسمبر 1808 في Hamburg, South Carolina ‏ في الولايات المتحدة، وتوفي في 23 نوفمبر 1883 في ديلاند في الولايات المتحدة. نشط حزبياً في الحزب الديمقراطي. وقد انتخب حاكم ولاية فلوريدا ‏ (3 أكتوبر 1853 – 5 أكتوبر 1857).